# ポートアイランドドライビングスクール
ポートアイランドドライビングスクールは神戸市中央区にある阪神興業株式会社が運営する兵庫県公安委員会指定の教習所。
神戸市のポートアイランドに2006年に開校した比較的新しい自動車教習所。最新の設備等が揃った施設で、同じ会社が運営する西神自動車学院、土山自動車学院の姉妹校である。

## 所在地
〒650-0045 兵庫県神戸市中央区港島1丁目1-6 

## 取扱免許
- 普通免許
  - 普通車MT
  - 普通車AT
- 普通二輪免許
  - 普通二輪車MT
  - 普通二輪車AT
  - 普通二輪車小型限定AT
- 大型二輪免許
  - 大型二輪車MT
- 準中型免許
- 中型免許
- 大型免許
- 大型特殊免許
- 牽引免許
- 普通二種免許
- 大型二種免許

## その他教習
- ペーパードライバー教習
- 普通自動車AT限定解除
- 普通二輪車小型限定解除
- 中型自動車8t限定解除
- 準中型5t限定解除
- 無料体験コース（普通車・二輪車）

## 車両
普通車
- スバル・インプレッサG4（MT・AT共に）

普通二輪
- ホンダCB400SF（MT）
- ホンダ・シルバーウイング400（AT）
- ホンダ・CB125T（小型MT）
- ホンダ・スペイシー125（小型AT）

大型二輪　
- NC750

- ホンダ・CB750 （MT）
- スズキ・スカイウェイブ （AT）

中型車
- いすゞ・フォワード

大型車
- いすゞ・ギガ